# Osamu Miura
Osamu Miura (japanisch 三浦 修 Miura Osamu; * 24. Juni 1989 in Hokkaido) ist ein japanischer Fußballspieler.

## Karriere
Miura erlernte das Fußballspielen in der Schulmannschaft der Aomori Yamada High School und der Universitätsmannschaft der Dōshisha-Universität. Seinen ersten Vertrag unterschrieb er 2012 bei Gainare Tottori. Der Verein spielte in der zweithöchsten Liga des Landes, der J2 League. Für den Verein absolvierte er 25 Ligaspiele. 2014 wechselte er zu Nara Club. 2019 wechselte er zu Arterivo Wakayama.